# Гипотеза Такеути
Гипотеза Такеути — утверждение об устранимости сечений в исчислении секвенций для простой теории типов, построенной Гаиси Такеути (яп. 竹内外史; 1926—2017) в 1953 году. Методологическая важность гипотезы состояла в том, что устранимость сечений для этого исчисления открывает путь к доказательствам корректности, непротиворечивости и полноты для широкого класса логик высших порядков, по аналогии с результатом Генцена 1934 года для классического и интуиционистского исчислений предикатов первого порядка.
Первым шагом к подтверждению гипотезы стало доказательство Тэйтом (англ. William W. Tait; род. 1929) устранимости сечений в логике второго порядка в 1966 году. В 1967 году результат был обобщён в работах Такахаси и Правица (швед. Dag Prawitz; род. 1936), тем самым, гипотеза полностью подтверждена.
Позднее устранимость сечений обнаружена и для более широких классов исчислений, в частности, Драгалин установил устранимость сечений для серии неклассических логик высших порядков, а Жирар (фр. Jean-Yves Girard) — для системы F.